# Амбруаз Тома
Шарль-Луї-Амбруа́з Тома́ (фр. Charles Louis Ambroise Thomas; 5 серпня 1811 — 12 лютого 1896) — французький композитор, член Інституту Франції, протягом 25-ти років був директором Паризької консерваторії.

## Біографія
Закінчив Паризьку консерваторію, стажувався в Італії. З 1852 року викладав у Паризькій консерваторії, а з 1871 року працював її директором. Серед учнів Тома — Жуль Массне.
Як композитор здобув визнання своїми першими операми — «Міньйона» (1866) і «Гамлет» (1868). Також є автором балетів «Циганка», «Бетті» й «Буря», опери «Раймон», «Пісня літньої ночі», «Франческа да Ріміні», кантат, маршів, мотетів, квінтетів, квартетів та інших творів.